# Arrã (Cáucaso)

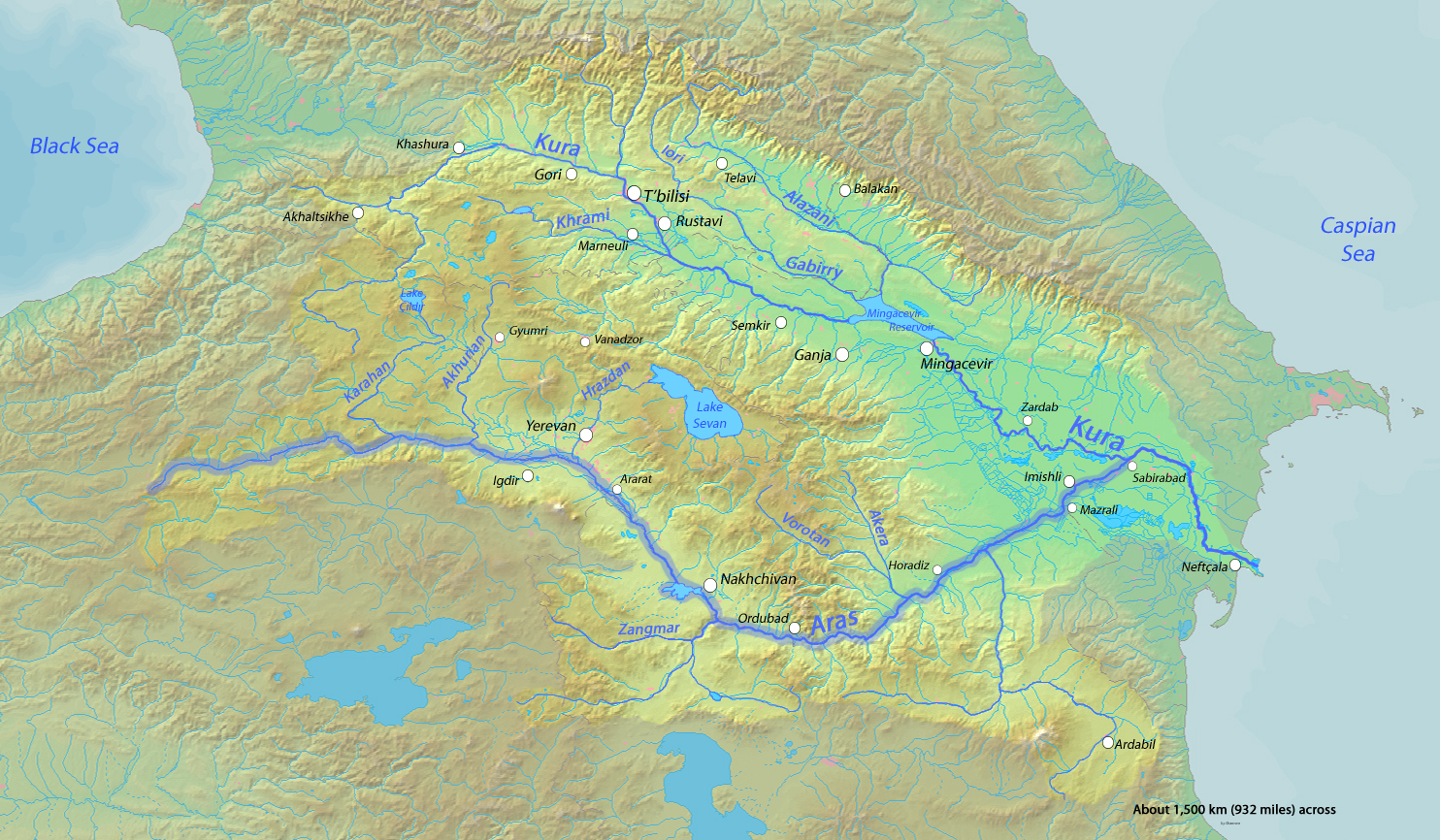
Curso dos rios Cura e Araxes

Arrã (em persa médio: Arrān) é uma região na Transcaucásia Oriental situada dentro de grande triângulo de terras, baixas no leste mas montanhosas a oeste, formadas pela junção dos rios Cura e Araxes. Faz divisa a norte com Xirvão, a noroeste com Xaqui, a leste com a Caquécia, a sul com a Armênia e Azerbaijão e a sudeste com a província costeira de Mugã.